# Manszura (Brahmanabad)
Manszura (arabul: منصورہ) az arab birodalom szindhi történelmi fővárosa volt a nyolcadik században az Omajjádok idején, egyben egyike a királyság 11 főbb városának. A város ma a Szangár körzetben található, körülbelül 13 km-re délkeletre Sahdádpurtól és 69 km-re északkeletre Hiderábádtól.
A Brahmin-dinasztia (egy szindhi hindu dinasztia 641-725) birtokait elfoglalták az arabok és az Abbászidák idején a 9. században két tartományra osztották Multán, illetve Manszura fővárosokkal. Manszura valószínűleg már a 8. században a tartomány fővárosa lehetett, mert az írásos dokumentumok szerint az abbászida uralom idején a város pozícióját visszaállították és mecsetjét megnagyobbították.
Mikor Mohamed ibn Kaszim meghódította az ősi Brahmanabadot, al-Manszura még nem létezett. Manszura pontos helye nem ismert, de körülbelül 75 kilométerre északkeletre helyezkedett el Hiderábádtól az Indus fő folyásának nyugati partján. A város nagyjából 1,5 kilométer széles és hosszú volt és a Mihran-folyó egyik ága szegélyezte, amitől úgy tűnt, mintha szigeten lenne. Mind Manszura, mind Brahmanabad pusztulását földrengésnek tulajdonítják, de a folyómeder változásai is okozhatták. Pusztulásának időpontja még kevésbé ismert, de bizonyos, hogy a 8-tól a 11. századig nagy és jelentős kereskedelmi város volt és helyi muszlim főváros egy nagy kiterjedésű, termékeny terület közepén. 1025-ben a várost Mahmúd gaznavida szultán foglalta el.
Al-Maszúra legjelentősebb uralkodói a Habari-dinasztia voltak. Uralmuk alatt királyságukban béke és jólét uralkodott és az egymás ellen áskálódó csoportokat is kordában tartották. Uralkodásuk idején fordították először szindi nyelvre a Koránt.

## Történelem

### Brahminabad
A Csacsnama (Chach nama, perzsa nyelven íródott könyv Szindh arab hódításáról) alapján tudjuk, hogy Brahminabad már 711-ben egy ősi város volt. Az egyik forrás szerint i.e. 450 körül alapította Bahman (mítikus alak, akit vagy I. Artakhsaszjával, vagy II. Kurussal azonosítanak) perzsa király. Ez az elmélet helytálló lehet, mert Szindh a perzsák satrapiája volt és több várost is alapítottak itt a perzsák. A várost eredetileg Bahmandabadnak nevezték védnöke után, de az idők folyamán neve átalakult, valószínűleg a Brahmin-dinasztia befolyására.
Mikor Rai Szahaszi halála után kincstárnoka, Csacs került Szindh trónjára, első dolga volt, hogy a királyság több hűbéresétől hűségesküt követelt. Az összes város közül leginkább Brahminabad állt ellent. Királya, Agám Lohana csatában esett el Csacs ellen küzdve. Negyed évszázad múltán Mohamed ibn Kaszim vezetése alatt arab sereget értek a megerősített város kapuihoz. A várost Ladi, Dahar rádzsa, Csacs utódjának frissen megözvegyült felesége, elszántan védte, de végül megadta magát.
A Csacsmana szerint mikor Mohamed ibn Kaszim elfoglalta a várost, szétosztotta a zsákmányt és 20 000 rabszolgát küldött Iraqba. Azután adót vetett ki és békét kötött a Brahminokkal, meghagyva, hogy irányítsák városukat és környékét szokásaik szerint. Két évtizedes nyugalom szállt Brahminabad városra.

### Manszura
A várost Kálid ibn Barmak (705-782) építtette, aki a perzsa Barmakid család tagja volt. A városnak fontos szerepe volt a muzulmán történelemben, mivel a várostervezési elvek alapján ez volt az első város, amit az arabok építettek. Tizenhét évvel később a manszurai tapasztalatokat kamatoztatták Bagdadban, ahol egykor számos szindi ihletésű épületet és műemléket emeltek.
Későbbi arab földrajtudósok és történészek az új város, Manszura, vagy a Győzedelmes, alapítását 746 és 750 közé teszik. Maszura a Mehrán-folyótól (Indus) keletre helyezkedett el egy tó, vagy mocsár partján. A legtöbb beszámoló szerint az ősi Brahminabad közelében épült, de mások szerint Manszura azonos Brahminabaddal és épületeit a lerombolt ősi város elemeiből építették.
Mansura története az Omajjád kalifák idején kezdődött, amikor a muszlim arabok megpróbálták meghódítani a határos királyságokat, mint India, Kabul, Zábul és Szindh. A 8. század elején a Szindhi királyság belső viszályokkal küzdött, és az arabok megragadták az alkalmat, hogy megújítsák támadásaikat. Mohamed ibn Kaszim vezetésével, aki al-Haddzsadzs ibn Juszuf, Irak és Horászán kormányzójának unokaöccse volt, elfoglalták a királyságot. Kaszim utódai megkísérelték bővíteni a meghódított területeiket Szindhből Pandzsáb és más régiók irányában. Al Maszúdi a város alapítását Manszúr ibn Dzsamúrnak, Szindh utolsó omajjád kormányzójának tulajdonította. Al Manszura első kormányzója Umar ibn Abd al-Aziz volt, a Banu Habar törzs tagja, a Banu Aszad klánból. Al-Manszúr kalifa uralkodása idején nevezték ki Kalidot Fars (egy perzsa tartomány) kormányzójának, miután 765-ben segítségével sikerült Isza ibn Musza herceget rávenni, hogy mondjon le trónigényéről, majd Tabarisztán kormányzója lett. Vele nagyjából egyidőben fia, Jahja Kalid ibn lett Perzsa Azerbajdzsán kormányzója.
A történészek szerint Manszura gyönyörű város volt, hatalmas mangó és datolyapálma ligetekkel. Manszura romjai a mai Sahdadpur város közelében, 6,4 km átmérőjű területen szétszóródtak szét. A legjelentősebb rom, ami Manszurában látható a Dzsamia maszdzsid (mecset) tágas udvara, míg a muszlimok által lerombolt templomokból csak egy kis templom alakzat, úgynevezett déri (vagy deval) maradt meg, amelyben valószínűleg a szatit (elavult hindu temetkezési szokás) gyakorolták, mert a többi szentély építőanyagát újrahasznosították mecsetek építéséhez.

## Modern romok
A város egy nyílt, homokos síkságon terül el. Volt útjai mélyedéseit tégla törmelék dombok szegélyezik, és a hajdani masszív falak romos bástyái veszik körül. Alaprajza csizma formájú, amelynek talpa északnyugati irányba néz és szára délkeletre. A város kerülete 9,25 km hosszú. Délkeleten egy jelentékeny részt leszámítva az egész város téglahalmok tömkelege. A felszín fölé csak egy toronyszerű téglaépítmény magja emelkedik. Kőépítmények nyomai nem találhatók a romok közt, de elszenesedett fa sokfele előfordul, ami faépítményekre utal. A téglák összetartására sarat használtak, ami a romok nagy részét képezi.

## Feltárások
1854-ben, Szindhben, egy sor érdekes romot tártak fel Brahmanabad – Manszurában. A romok egy nyitott, sivatagos térségben találhatók az Indus-folyó ősi partjain kb. 200 kilométerre északkeletre Karacsitól.  1894-ben csak egy tört torony romjai emelkedtek ki a terepen. Bellasis feltárásai arra a következtetésre vezettek, hogy a várost földrengés pusztította el. 
Alig fél méterrel a felszí alatt halmokban emberi csontokra leltek, melyek a házak ajtajában, szobák sarkaiban helyezkedtek el, mintha menedéket kerestek volna valami elől. A csontvázak jó állapotban kerültek elő arra, hogy az elhunytak testhelyzetét rekonstruálni lehessen. 
Három érv szólt amellett, hogy a várost földrengés pusztította el. A pusztulás annyira nagyméretű volt, hogy valószínűtlen, hogy lassú folyamat eredménye lett volna. Ha ellenséges sereg rohanta volna le a várost, nem hagyták volna ott az értéktárgyakat, amelyeket amúgy a folyamatosan pusztuló városból a lakosok is magukkal vitték volna. 
Régészek csak 1897-ben tértek újra vissza és megállapították, hogy a romok felett a földet művelték. Cousens ásatásai során 1906-ban és 1912-ben arra a következtetésre jutott, hogy Manszura romjait tárta fel, az első arab fővárost Szindhben, amely az ősi Brahmanabad romjaira épült. 
Be kellene határolni a földrengés idejét. Brahmanabadot 712-ben foglalta el Mohamed ibn Kaszim és a város állítólag fia, Amru építtette. A helyi érmék, amiket feltártak, Manszura arab kormányzóitól, kb. 750-ből (Sykes, 1857) származtak. Az arab krónikások 1020-ig megerősítik a város fennállását (Bellasis, 1856a). Tehát a földrengés, ami elpusztította a várost a 11. század elejére tehető. Ez lehet valamivel korábbi időpont is, ha feltételezzük, hogy Manszurát nem Brahmanadabadra építették, hanem 8 kilométerre északkeltre (Syjes, 1857, Bilham és társai, 2007).

## Névadás
A Brahmanabad név valószínűleg egy téves feltételezésen alapul, miszerint ezen a helyen összpontosultak a brahminok. A név egy szóösszetétel a brahman és abad szavakból. Az abad perzsa szó és  azt jelenti, letelepedett. Az elképzelhetetlen, hogy a brahminok a városnak a Brahmanabad nevet adták volna egy perzsa utótagot véve igénybe, hiszen a helyi szindi nyelv, illetve a korábbi regionális dialektusai is bővelkedtek a hasonló utótagokban, mint például ván, vaszti, vári stb. A várost a brahman megszállás előtt alapították, és Bahmanva néven emlegették. Ez az információ Madzs Raverti, egy neves történésztől származik, aki Északnyugat-India történelmére szakosodik, különösen Szindhre.
Abu Abdalláh al-Idríszi szerint Manszura új város volt, ami nevét az abbászida kalifa, Al-Manszúr (754-774) után kapta és uralkodásának kezdetén épült Bagdaddal, Al-Massziszával (a szír tengerparton) és Ar-Rafikával (az Arab-félszigeten) együtt. Baladhuri azonban azt állítja, hogy Manszurát a 8. század második negyedében alapították egy tó partján, egy erődítménnyel a tó másik oldalán és a várost magát al-Manszurának nevezték, vagyis a győzelem helye, Mohamed ibn Kaszim fiának tiszteletére, aki sikeres hadjáratról tért vissza Indiából. A harmadik lehetőség, amit korabeli írók nem támasztanak alá, hogy a várost Maszúr bin Dzsamhúrról nevezték el, Szindh utolsó omajjád kormányzójáról.

## Lásd még
- Habari-dinasztia
- Brahmanabad

## Tovább olvasnivaló
- Avari, B. (2012). Iszlám civilizáció Dél-Ázsiában: A Muzulmán hatalom jelenlétének történelme az Indiai-szubkontinensen. London: Routledge.
- Rashid, N. (1998). Al-Mansurah-Az Elveszett Város. A Pakisztáni Történelmi Társaság Lapja 46(4).
- Mansura Régészeti Lelőhely Fotó
- Szindhi Régészet Archiválva 2018. március 17-i dátummal a Wayback Machine-ben

## Fordítás
Ez a szócikk részben vagy egészben  a   Mansura (Brahmanabad) című angol Wikipédia-szócikk fordításán alapul.  Az eredeti cikk szerkesztőit annak laptörténete sorolja fel. Ez a jelzés csupán a megfogalmazás eredetét és a szerzői jogokat jelzi, nem szolgál a cikkben szereplő információk forrásmegjelöléseként.